# Karl Stackmann (Landrat)
Karl Stackmann (* 14. März 1858 in Lehrte, Königreich Hannover; † 1943 in Berlin) war ein deutscher Verwaltungsjurist in Preußen.

## Leben
Stackmann studierte an der Georg-August-Universität Göttingen Rechtswissenschaft. 1878 wurde er im Corps Bremensia aktiv. 1889 wurde er Landrat im Kreis Wetzlar. 1896 kam er als Regierungsrat zum Oberpräsidium der Rheinprovinz. Nachdem er 1898 den Staatsdienst quittiert hatte, war er bis 1902 im Vorstand der Elektrizitäts-AG. In Grunewald wohnhaft, vertrat er von 1904 bis 1908 den Wahlkreis Koblenz 1 (Wetzlar) im Preußischen Abgeordnetenhaus. Von 1911 bis 1914 war er Vorsitzender der Konservativen Partei (Preußen).